# International Federation for Human Rights

Logo

International Federation for Human Rights (engelska) eller Fédération internationale des ligues des droits de l'Homme (franska, förkortat FIDH), på svenska ungefär Internationella förbundet för mänskliga rättigheter, är en internationell människorättsrörelse som grundades 1922, vilket enligt FIDH gör den till världens äldsta icke-statliga organisation som grundats för att bevaka mänskliga rättigheter. FIDH för samman 164 medlemsorganisationer i fler än 100 länder.
FIDH:s huvudsyfte är att verka för att alla rättigheter respekteras som finns i FN:s deklaration om de mänskliga rättigheterna, FN:s konvention om civila och politiska rättigheter och Konventionen om ekonomiska, sociala och kulturella rättigheter. Organisationen är oberoende och har inga kopplingar till politiska partier eller religioner.
FIDH innehar konsultativ status vid FN, Unesco och Europarådet samt är observatör vid African Commission on Human and Peoples' Rights. Regelbundna kontakter förs också med EU, OSCE, OAS, UNDP, WTO, IMF, Världsbanken, och OECD.
Sekretariatet finns i Paris.